# Janeiler Rivas
Janeiler Rivas Palacios (Quibdó, 18 maggio 1988) è un ex calciatore colombiano, di ruolo difensore.